# Nacionalna galerija umjetnosti
Nacionalna galerija umjetnosti (engl. National Gallery of Art) je državni muzej umjetnosti Sjedinjenih Američkih Država u središtu Washingtona, na Državnom trgu (National Mall). Otvoren je javnosti zajedničkom odlukom oba doma Američkog kongresa 1937. god. Galerija pored stalnog postava često organizira privremene izložbe, a ulaz je besplatan.
U kolekciji Nacionalne galerije umjetnosti nalaze se brojne slike, crteži, grafike, fotografije, skulpture, medalje i djela primijenjenih umjetnosti kojima se može pratiti razvoj povijesti umjetnosti zapadnjačke kulture od srednjovjekovne do moderne umjetnosti, uključujući jedino djelo Leonarda da Vincija u Amerikama, te najveću skulpturu Alexandera Caldera.
Nacionalna galerija umjetnosti je član Američkog udruženja sveučilišnih nakladnika.

## Povijest
Kolekcija Nacionalne galerije umjetnosti je začeta donacijom cijele privatne kolekcije financijera Andrewa W. Mellona, koji je namaknuo i sredstva za izgradnju zgrade muzeja. Izvornu zgradu, koja je danas desno krilo muzeja, je u neoklasicističkom stilu dizajnirao arhitekt John Russell Pope i započeta je 1937. god. Kada je dovršena, 1941. god., zgrada Nacionalne galerije umjetnosti je bila najveća mramorna građevina na svijetu. Ona je podzemnim putem povezana s modernim Istočnim krilom koje je dizajnirao I. M. Pei 1978. god., dok se između i oko njih nalazi park skulptura površine 25 km² iz 1999. god.

## Kolekcija
Nacionalna galerija umjetnosti posjeduje jednu od najvrijednijih kolekcija umjetničkih djela na svijetu. Ona uključuje europske i američke slike, crteže, grafike, fotografije, skulpture, medalje i djela primijenjenih umjetnosti koje su u stalnoj postavci muzeja. Najbrojnija i najvrijednija djela su iz renesanse, uključujući djela umjetnika kao što su: Fra Angelico, Filippo Lippi, Botticelli, Giorgione, Giovanni Bellini, Leonardo da Vinci, Tizian, Rafael, Matthias Grünewald, Rogier van der Weyden, Lucas Cranach stariji, Albrecht Dürer i dr. Značajna su i brojna djela umjetnika pravaca koji su uslijedili, kao što su: El Greco, Frans Hals, Rembrandt, Johannes Vermeer, Francisco Goya, Jean Auguste Dominique Ingres, Eugène Delacroix i mnogi drugi. 
Kolekcije skulptura i djela primijenjenih umjetnosti nisu tako slavne kao kolekcija slika, ali uključuje jedinstvene predmete kao što je kalež opata Sugera iz St-Denisa, te vrijednu kolekciju djela umjetnika kao što su Auguste Rodin i Edgar Degas. 
Park skulptura, oko bazena koji se zimi pretvara u javno klizalište, je ispunjen uglavnom skulpturama moderne umjetnosti, uključujući djela umjetnika kao što su: David Smith, Mark Di Suvero, Roy Lichtenstein, Sol LeWitt, Tony Smith, Roxy Paine, Joan Miró, Louise Bourgeois i Hector Guimard.
Neka od slavnih djela u kolekciji muzeja su:
- Duccio, Maestà, 1308.-11.
- Fra Angelico i Filippo Lippi, Poklonstvo mudraca, rano 15. st.
- Leonardo da Vinci, Ginevra de' Benci, oko 1474.
- Giorgione, Poklonstvo pastira, oko 1500.
- Giovanni Bellini i Tizian, Gozba bogova, 1514.
- El Greco, Laokont, 1604.-16.
- Rembrandt, Autopotret s beretkom, 1659.
- Jean-Honoré Fragonard, Mlada čitačica, oko 1776.
- Jacques Louis David, Napoleon u svojoj radnoj sobi, 1812.
- Édouard Manet, Mrtvi matador, 1864.-65.

## Vanjske poveznice
- Službene stranice Nacionalnog muzeja umjetnosti (engl.)
- Trnutna postavka u Nacionalnoj galeriji umjetnosti  Arhivirana inačica izvorne stranice od 1. ožujka 2013. (Wayback Machine) (engl.)
- Virtualna izložba djela Nacionalne galerije umjetnosti  Arhivirana inačica izvorne stranice od 22. listopada 2012. (Wayback Machine) (engl.)

38°53′29″N 77°1′12″W / 38.89139°N 77.02000°W